# آنالوگ پیریمیدین
آنالوگ‌های پیریمیدین آنتی‌متابولیت‌هایی هستند که ساختار پیریمیدین‌های متابولیک را تقلید می‌کنند.

## مثال‌ها
- آنالوگ‌های باز نوکلئوتیدی
  - فلورواوراسیل (5FU)، که تیمیدیلات سنتاز را مهار می‌کند
  - فلوکسوریدین (FUDR)
  - ۶-آزااوراسیل (6-AU)
- آنالوگ‌های نوکلئوزیدی
  - سیتارابین (سیتوزین آرابینوزید)
  - جمسیتابین
- آنالوگ‌های نوکلئوتیدی

پیریمیدین
فلوروراسیل
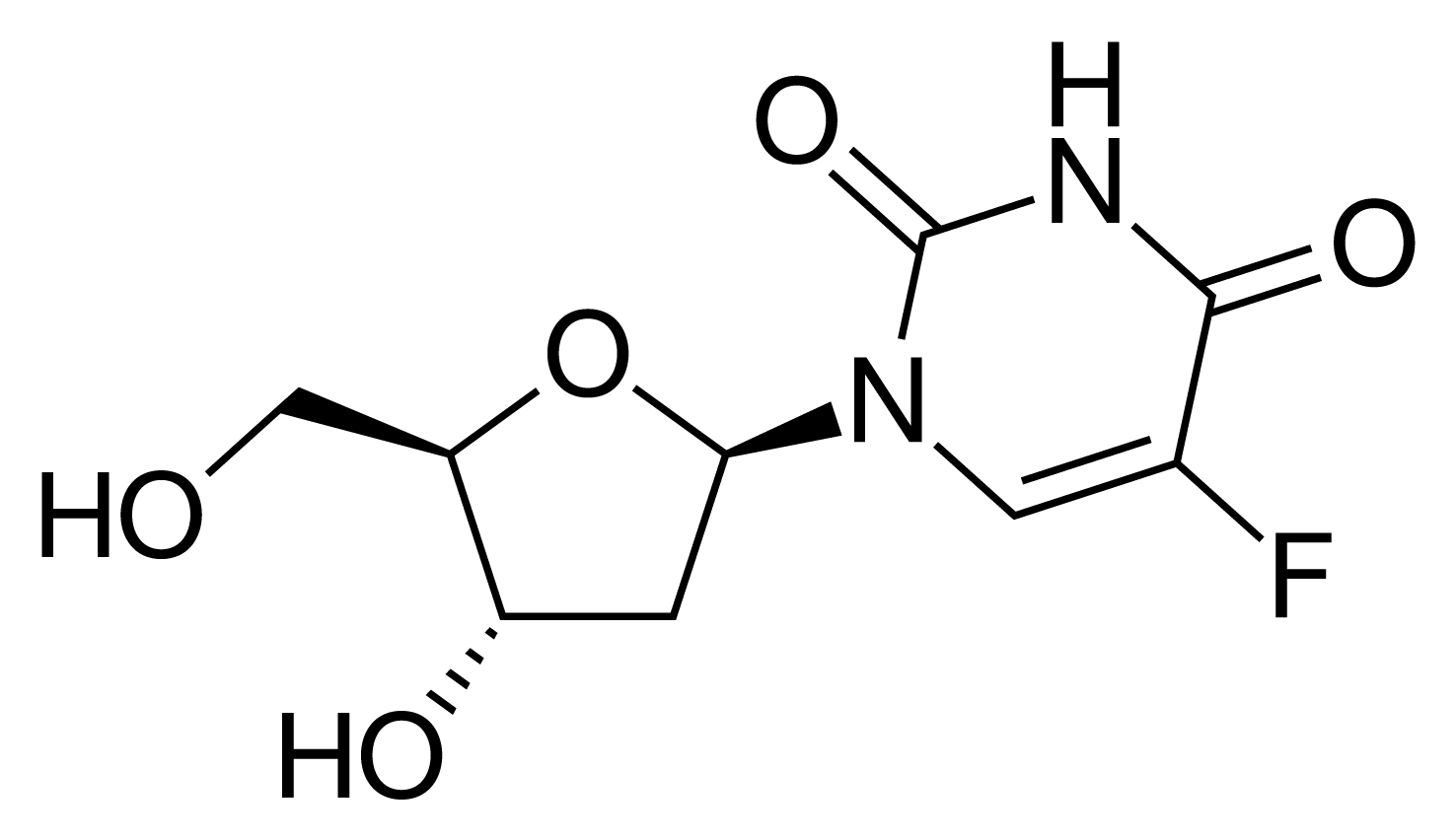
فلوکسوریدین
جمسیتابین

## مصارف پزشکی
آنتی متابولیت‌های پیریمیدین معمولاً برای درمان سرطان با تداخل در همانندسازی DNA استفاده می‌شوند.